# Raštević
Raštević je malo selo u Ravnim kotarima u općini Benkovac, 7 kilometara zapadno od Benkovca uz željezničku prugu Zadar - Knin i uz autocestu Split-Zagreb (autocesta kralja Tomislava).

## Stanovništvo
| broj stanovnika | 389   | 488   | 461   | 497   | 598   | 688   | 658   | 814   | 1094  | 1197  | 1307  | 1208  | 1231  | 1230  | 420   | 468   | 409   |
|                 | 1857. | 1869. | 1880. | 1890. | 1900. | 1910. | 1921. | 1931. | 1948. | 1953. | 1961. | 1971. | 1981. | 1991. | 2001. | 2011. | 2021. |

## Povijest i kultura
U selu Rašteviću nalazilo se plemstvo Kutlovića.[nedostaje izvor] Nastali su od starohrvatskog plemena Poletčića.[nedostaje izvor]
Da je Raštević staro naselje, potvrđuje natpis u župnoj crkvi sv. Jurja koja potječe iz 13. st. Oko crkve se nalazi staro groblje. Mjesto ima četiri zaštitnika. Uz sv. Josipa, poneke obitelji i zaseoci slave kao svoje zaštitnike sv. Ivana Krstitelja, sv. Stjepana i Sve Svete. U mjestu je važan povijesni spomenik, srednjovjekovna utvrda ili kaštel, zvan Kličevica. Sagradio ga je 1453. godine Toma Kurjaković. Danas je čitav taj kompleks u ruševnom stanju.
Raštević ima 650 stanovnika. Područna škola je do 4. razreda s približno 30 učenika. Škola bi uskoro trebala krenuti s obnovom. Započeo je velik projekt ulaganja u izgradnju moderne auto-moto staze, koja će uvelike pridonijeti razvoju mjesta.
U planu je obnova doma, izgradnja mrtvačnice, asfaltiranje prilaznih puteva, obnova vodovodne mreže, uspostava fiksne telefonske linije itd. Osnovan je malonogometni klub.
Stanovništvo se ponajviše bavi poljoprivedom, stočarstvom i peradarstvom.